# Верхняя полая вена
Верхняя полая вена (лат. vena cava superior) — короткая бесклапанная вена, начинающаяся на уровне соединения хряща I правого ребра с грудиной и заканчивающаяся на уровне соединения хряща III правого ребра с грудиной (то есть длиной около 5—8 см), впадающая в правое предсердие и собирающая венозную кровь от верхней части тела (от головы, шеи и верхних конечностей), а также венозную кровь от лёгких и бронхов через бронхиальные вены, впадающие сначала в непарную вену (лат. v. azygos), полунепарную вену (лат. v. hemiazygos) и селезёночную вену; собирает кровь от стенок грудной полости и — частично — от стенок брюшной полости за счёт впадения в неё непарной вены.
Образуется слиянием правой и левой плечеголовных вен. Справа в верхнюю полую вену впадает непарная вена, а слева — мелкие средостенные и перикардиальные ветви.
Располагается в верхнем средостении.

## Топография
Спереди от верхней полой вены лежит тимус и покрытая плеврой медиастинальная часть правого лёгкого. Справа к вене прилежит медиастинальная плевра, слева — восходящая часть аорты. Сзади вена прилегает к передней поверхности корня правого лёгкого.